# Alpha Rev
Alpha Rev é uma banda de rock alternativo formada em 2005. Seu vocalista e guitarrista é Casey McPherson, que também canta e toca no supergrupo Flying Colors.

## Membros
- Casey McPherson – vocais, guitarra, piano
- Zak Loy – guitarra, bandolim, lap steel, vocais de apoio
- Alex Dunlap – baixo, vocais de apoio
- Jeff Bryant - piano, órgão, pedal steel, baixo, vocais de apoio
- Brian Batch - violino, vocais de apoio
- Clint Simmons – Bateria, vocais de apoio

## Discografia

### Álbuns de estúdio
- The Greatest Thing I've Ever Learned (2007, relançado em 2008)
- Sem título (Flyer Records, gravado em 2007 mas não lançado)
- New Morning (2010)
- Bloom (2013)

### Extended plays
- Alpha Rev (2006)
- City Farm Roots (2011)

### Singles
- "New Morning" - #100 Billboard Hot 100[5]
- "Phoenix Burn"
- "Sing Loud"